# Everybody Hurts
Everybody Hurts är en låt med R.E.M. som skrevs av bandets trummis Bill Berry. Låten finns med på deras album Automatic for the People från år 1992 och släpptes som singel den 15 april 1993. Låten blev en stor hit och är en av R.E.M:s mest uppskattade låtar.

## Om låten
Medlemmarna i R.E.M skriver oftast sina låtar tillsammans, så det är okänt hur mycket Bill Berry egentligen skrev av låten. Berry spelar inte trummor på låten, istället använde man sig av en trummaskin som Berry skötte. Sångens stråkarrangemang skrevs av basisten John Paul Jones från Led Zeppelin. 
Låten spelas i filmen When a Man Loves a Woman.

## Musikvideon
Musikvideon regisserades av Jake Scott och spelades in i San Antonio i Texas. Videon utspelar sig på en väg där det är trafikstockning och R.E.M sitter i en bil. I videon får man även se människor som sitter i andra bilar och tänker över sina liv, och deras tankar textas genom hela videon. Videon slutar med att människorna kliver ur sina bilar och börjar gå därifrån.

## Cover-versioner
- År 2004 släppte Paul Anka albumet Rock Swings, som innehåller en jazz-version av sången.
- Samma år tolkades den av Joe Cocker på albumet Heart & Soul.
- Marillion har med en version av låten på livealbumet Friends.
- År 2007 fanns låten med som ett bonusspår på Patti Smiths album Twelve.
- The Coconutz spelade in en särskild version av låten till filmen Forgetting Sarah Marshall. Eftersom filmen utspelar sig på Hawaii så valde de att sjunga sången på hawaiiska.